# Claude Sabbah
Pour les articles homonymes, voir Sabbah (homonymie).
Claude Sabbah est un mathématicien français né le 30 octobre 1954, directeur de recherches au Centre de mathématiques Laurent-Schwartz de l'École polytechnique, spécialisé dans les aspects algébriques des équations différentielles linéaires dans le domaine complexe, ainsi que dans leurs applications à la géométrie algébrique.

## Travaux de recherche
Claude Sabbah achève en 1976 sa thèse à l'université Paris VII sous la direction de Lê Dũng Tráng. Il obtient dans cette même université son habilitation à diriger des recherches en 1987. Ses travaux portent sur la théorie de Hodge, les D-modules, les modules d'Alexander, ainsi que l'étude des singularités. Il est particulièrement connu pour avoir introduit la notion de D-module avec structure de twisteur, théorie par la suite développée par Takurō Mochizuki, étendant les travaux sur les D-modules de Hodge de Morihiko Saitō. Claude Sabbah est également connu pour avoir proposé une construction de classe de Chern en théorie bivariante, en introduisant la notion d'obstruction d'Euler locale relative. Cela répond à une conjecture de William Fulton et Robert MacPherson, bien que le problème de l'unicité reste encore entier.

## Implication dans l'édition
Claude Sabbah a été vice-président de la Société mathématique de France (SMF), chargé des publications. Il a été impliqué dans la création du programme CEDRAM,, et a porté le projet de renaissance du Journal de l'École polytechnique, relancé en 2013, dont il est maintenant le directeur technique. Il dirige en outre la section mathématiques de la collection « Savoirs actuels », dont font partie plusieurs ouvrages de référence dans des domaines assez pointus de la recherche mathématique.

## Séminaire Bourbaki
En juin 1996 et janvier 2012, il est conférencier du séminaire Bourbaki sur les thèmes « Classes caractéristiques et théorèmes d'indice : le point de vue microlocal » et « Théorie de Hodge et correspondance de Hitchin-Kobayashi sauvages [d'après T. Mochizuki] ».

### Livres
- Introduction to Stokes Structures, Springer Verlag, 2012,  (ISBN 3-642-31694-8)[15]
- Polarizable twistor D-modules, Société Mathématique de France, 2005  (ISBN 2-856-29174-0)[16]
- Avec Jean-Michel Bony, Bernard Malgrange et Laurent Schwartz : Distributions. Dans le sillage de Laurent Schwartz, Éditions de l'École polytechnique, 2003,  (ISBN 2-7302-1095-4)[17]
- Déformations isomonodromiques et variétés de Frobenius, EDP Sciences, 2002,  (ISBN 2-86883-534-1)[18]
  - Traduction anglaise : Isomonodromic Deformations and Frobenius Manifolds, Springer Verlag, 2008,  (ISBN 1-84800-053-7)[19]
- Équations différentielles à points singuliers irréguliers et phénomène de Stokes en dimension 2, Société mathématique de France, 2000,  (ISBN 2-856-29085-X)[20]

### Publications
- Publications sur Google Scholar